# Llano Silleta
Llano Silleta är en ort i Mexiko.   Den ligger i kommunen San Luis Acatlán och delstaten Guerrero, i den sydöstra delen av landet, 280 km söder om huvudstaden Mexico City. Llano Silleta ligger 786 meter över havet och antalet invånare är 521.
Terrängen runt Llano Silleta är kuperad, och sluttar söderut. Runt Llano Silleta är det ganska glesbefolkat, med 45 invånare per kvadratkilometer. Närmaste större samhälle är San Luis Acatlán, 19,4 km sydväst om Llano Silleta. I omgivningarna runt Llano Silleta växer huvudsakligen savannskog.